# Powiat białogardzki
Powiat białogardzki är ett administrativt distrikt (powiat) i nordvästra Polen, tillhörande Västpommerns vojvodskap. Huvudort är staden Białogard. Distriktet har 49 184 invånare (2012).

## Administrativ kommunindelning
Distriktet indelas i fyra kommuner (Gmina): 

Kommunindelning

### Stadskommuner
- Białogards stad utgör en självständig stadskommun.

### Stads- och landskommuner
- Karlino
- Tychowo

### Landskommuner
- Gmina Białogard, som omger staden med samma namn men är administrativt självständig.